# Воля-Ліпенецька-Мала
Воля-Ліпенецька-Мала (пол. Wola Lipieniecka Mała) — село в Польщі, у гміні Ястшомб Шидловецького повіту Мазовецького воєводства.
Населення — 330 осіб (2011).
У 1975-1998 роках село належало до Радомського воєводства.

## Демографія
Демографічна структура станом на 31 березня 2011 року:
|          | Загалом | Допрацездатний вік | Працездатний вік | Постпрацездатний вік |
| -------- | ------- | ------------------ | ---------------- | -------------------- |
| Чоловіки | 173     | 45                 | 102              | 26                   |
| Жінки    | 157     | 36                 | 77               | 44                   |
| Разом    | 330     | 81                 | 179              | 70                   |